# Club Financiero Génova
El Club Financiero Génova es un club social y empresarial español ubicado en Madrid. Fue fundado el 15 de febrero de 1972 como asociación civil sin ánimo de lucro. Se encuentra en la calle Marqués de la Ensenada. Es de libre acceso durante las noches y los fines de semana.

## Historia
El club fue una idea concebida en un viaje realizado por Juan Garrigues Walker y Antonio Muñoz Cabrero a Inglaterra y Estados Unidos, donde visitaron varios clubes privados como el Racquet Club, regresando a España con la idea e intención de buscar apoyo para fundar en Madrid un club de las mismas características.
Tras conseguir los primeros 500 socios, el club se inauguró el 5 de mayo de 1973. Tuvo importancia durante la Transición española como fuente de debate e intercambio de todo tipo de ideas.
Tras la remodelación del área de restauración y las terrazas panorámicas de 2023; la gestión gastronómica se adjudicó a Azotea Grupo y Familia La Ancha. También se inició entonces un proceso de modernización en la gestión para lograr más socios, la renovación generacional y la paridad. En 2025 la representación femenina en la Junta Directiva es del 33%, mientras que las socias representan aproximadamente el 15% del total. 

## Funcionamiento
Como asociación civil sin ánimo de lucro, el club se rige por sus estatutos, la Ley Orgánica 1/2002 de Derecho de Asociación y demás disposiciones legales aplicables.
Según sus estatutos, la dirección y gobierno del club corresponde a la Asamblea General y a la Junta Directiva. La Asamblea General de socios debidamente convocada y constituida, es el órgano supremo del club. La Junta Directiva es el órgano encargado de hacer cumplir los acuerdos adoptados en Asamblea General, teniendo la facultad para adoptar cuantos otros sean necesarios y que no estén expresamente reservados a dicho órgano supremo.
Para pertenecer al Club Financiero Génova como socio, es necesaria la aprobación de su Comité de Admisión para todas las modalidades de membresía.

## Junta Directiva
La primera junta directiva del club tuvo como presidente honorífico a Antonio Garrigues y Díaz-Cañabate y como presidente al Conde de los Gaitanes, Luis de Ussía y Gavalda. En 2019 la asamblea de socios eligió como presidente a Arturo de las Heras, que fue reelegido en 2023 por otros cuatro años. La Junta Directiva está formada por presidente, vicepresidente, secretario general, tesorero y vocales; existiendo en algunos casos varias vicepresidencias.
| Fechas            | Presidentes                           |
| ----------------- | ------------------------------------- |
| 1972-1973         | Antonio Garrigues y Díaz-Cañabate     |
| 1973-1991         | Luis de Ussía y Gavalda               |
| 1991-2000         | José María Stampa Braun               |
| 2000-2004         | José María Alcañiz Folch              |
| 2004-2011         | Juan Antonio Sagardoy Bengoechea      |
| 2011-2019         | Juan Pablo Lázaro Montero de Espinosa |
| 2019 – Actualidad | Arturo de las Heras García            |

## Actividades
El artista cubano contemporáneo Kcho, Alexis Leyva fue el artista más joven americano que expuso en el club desde su fundación el 5 de mayo de 1973. Mario Vargas Llosa recibió el Premio Taurino “Al protagonista de la Fiesta nacional”. durante los III Premios Taurinos CFG en 2004. Entre las obras expuestas en el club, se encuentra una de las colecciones en Madrid de Fausto Olivares y un busto del rey Juan Carlos I realizado por Luis Sanguino. El pintor figurativo de estilo realista Juan Fernández González expuso por  primera vez en Madrid en 2005 después de ser finalista en el 1.er Certamen de Pintura Contemporánea de Fundación Wellington, escogiendo la sede del club para exponer su obra.  También fue la sede de la última exposición en Madrid del escultor navarro Bóregan.
Durante el año 2021, se concedió el premio Tintero a la vicepresidenta del gobierno Yolanda Díaz. El club también destaca por los nombramientos como socios de honor de diferentes personalidades, entre los que destacan los nombramientos a embajadores y otras personalidades ilustres como el alcalde de Madrid, José Luis Martínez Almeida.Entre otras actividades y personajes célebres que han asistido, se encuentra Hillary Clinton, excandidata presidencial a los Estados Unidos;Ángel Asensio, presidente de la Cámara de Comercio de Madrid, que habló sobre liderazgo empresarial,y el jefe del Estado Mayor del Ejército, general Amador Enseñat y Berea, quien impartió la conferencia  Enfoque estratégico y multidimensional de la seguridad nacional.
El uso de las instalaciones dedicadas a la restauración (restaurante y terrazas panorámicas) están limitadas a los socios al mediodía, siendo de libre acceso durante las noches,y los fines de semana.